# Gloria (film 1999)
Gloria – amerykański film z 1999 roku w reżyserii Sidneya Lumeta z Sharon Stone w roli tytułowej. Remake filmu pod tym samym tytułem z 1980 roku.

## Obsada
- Sharon Stone – Gloria
- Jean-Luke Figueroa – Nicky Nuñez
- Jeremy Northam – Kevin
- Cathy Moriarty – Diane
- George C. Scott – Ruby
- Mike Starr – Sean
- Bonnie Bedelia – Brenda
- Barry McEvoy – Terry
- Don Billett – Raymond
- Jerry Dean – Mickey
- Tony DiBenedetto – Zach
- Teddy Atlas – Ian
- Bobby Cannavale – Jack Jesús Nuñez
- Sarita Choudhury – Angela
- Miriam Colon – Maria
- Desiree Casado – Luz